# Валядень
Валядень, Валядені (рум. Valeadeni) — село у повіті Караш-Северін в Румунії. Входить до складу комуни Бребу.
Село розташоване на відстані 338 км на захід від Бухареста, 14 км на північний схід від Решиці, 72 км на південний схід від Тімішоари.

## Населення
За даними перепису населення 2002 року у селі проживала 291 особа.
Національний склад населення села:
| Національність | Кількість осіб | Відсоток |
| -------------- | -------------- | -------- |
| румуни         | 280            | 96,2%    |
| цигани         | 6              | 2,1%     |

Рідною мовою назвали:
| Мова      | Кількість осіб | Відсоток |
| --------- | -------------- | -------- |
| румунська | 285            | 97,9%    |
| циганська | 6              | 2,1%     |